# Gare routière de Tampere
La gare routière de Tampere (finnois : Tampereen linja-autoasema) est un bâtiment de style fonctionnaliste construit dans le quartier de Ratina à Tampere en Finlande.  Elle est l'œuvre de l'architecte finlandais Bertel Strömmer.

## Galerie

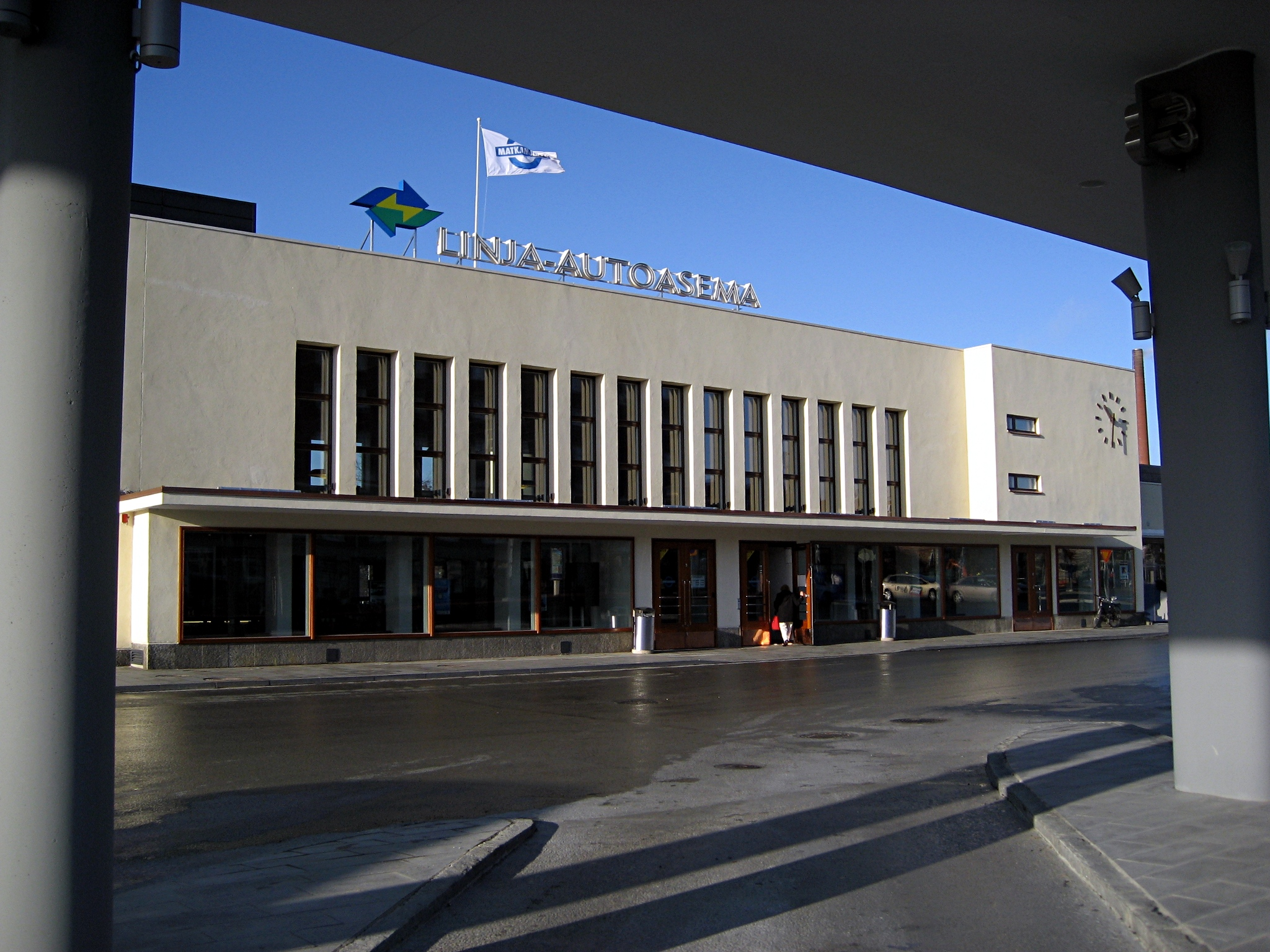
La gare routière.
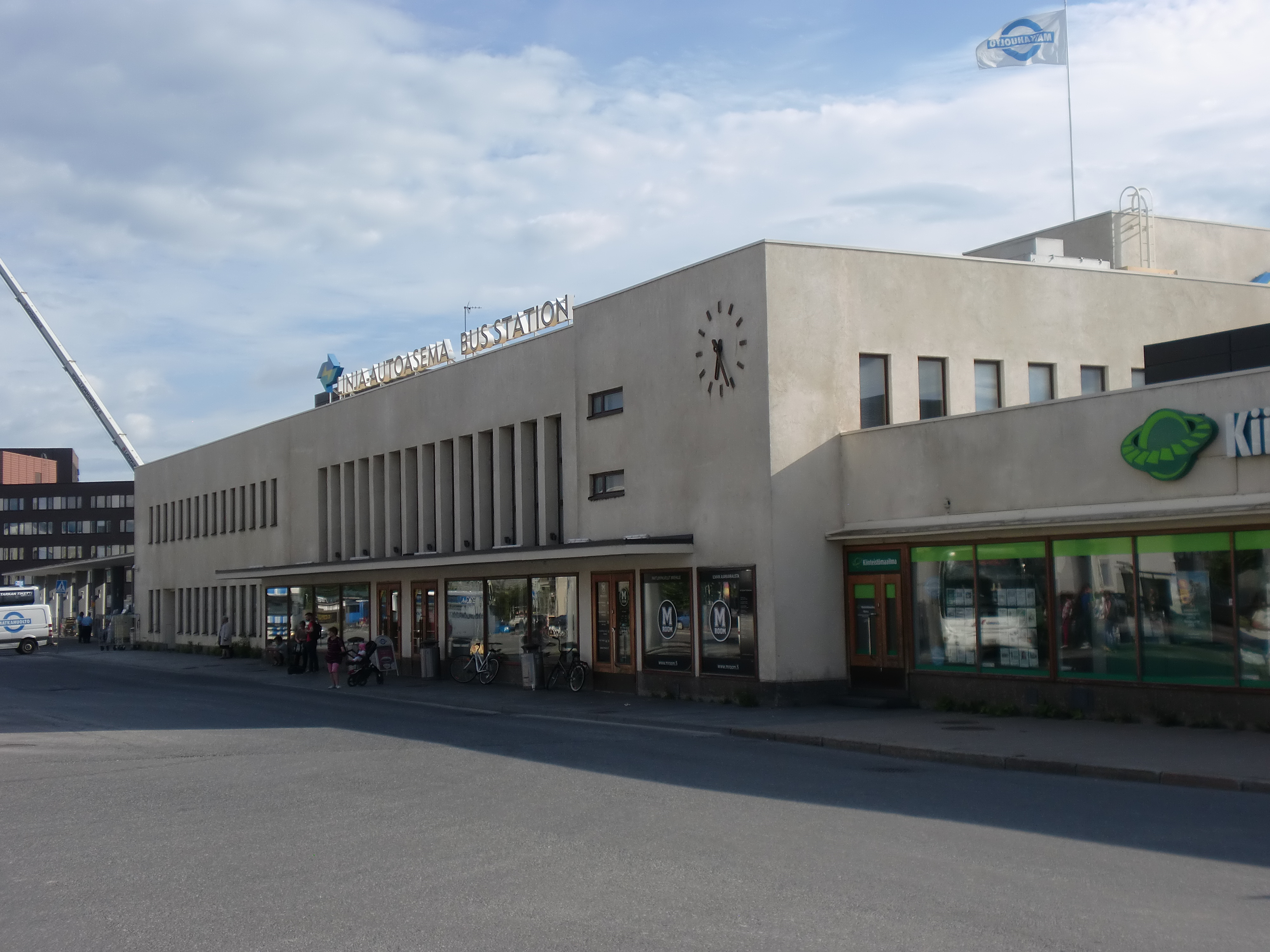
La gare routière.
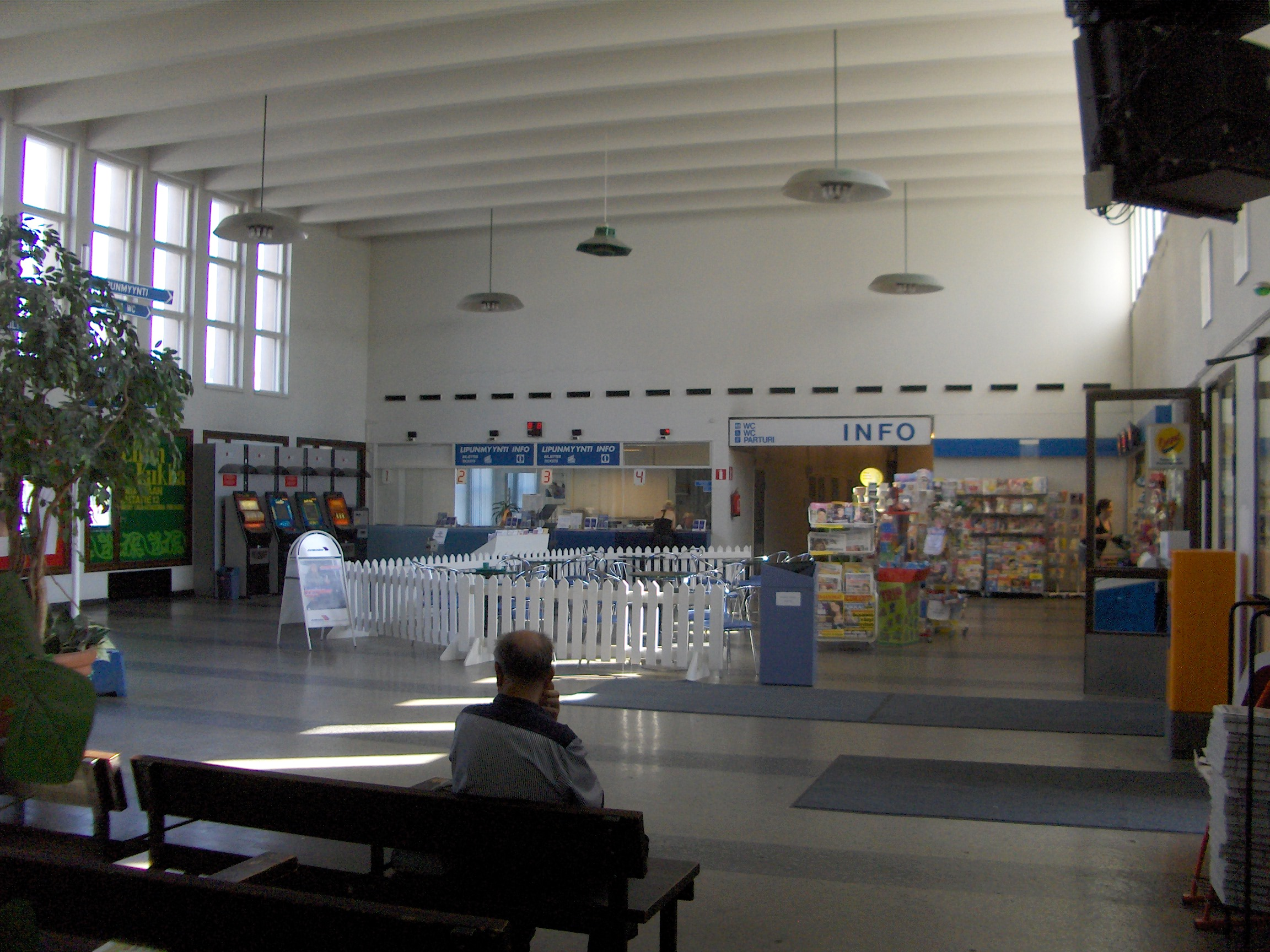
L'intérieur.